# Campionati italiani assoluti di atletica leggera indoor 2019
I cinquantesimi Campionati italiani assoluti di atletica leggera indoor si sono svolti al Palaindoor di Ancona, sede della manifestazione per la dodicesima volta, dal 15 al 17 febbraio 2019 e hanno visto l'assegnazione di 26 titoli (13 maschili e 13 femminili).
Durante la manifestazione sono stati assegnati anche i titoli dei campionati italiani di società indoor. La classifica maschile ha visto vincitrice l'Atletica Studentesca Rieti Andrea Milardi seguita da Atletica Cento Torri Pavia e Atletica Bergamo 1959 Oriocenter, mentre al femminile lo scudetto è andato alla Bracco Atletica, mentre al secondo e terzo posto si sono classificate l'Atletica Brescia 1950 Ispa Group e l'Atletica Firenze Marathon.
Nella giornata del 16 febbraio è stata consegnata la medaglia di bronzo alla staffetta 4×400 metri composta da Chiara Bazzoni, Marta Milani, Maria Enrica Spacca e Libania Grenot, classificatasi quarta ai campionati europei di Barcellona 2010, ma vincitrice del bronzo in seguito alla squalifica della squadra russa, che all'epoca vinse la medaglia d'oro. Un altro riconoscimento è stato conferito agli under 20 Klaudio Gjetja, Andrea Romani, Alessandro Sibilio, Edoardo Scotti e Lorenzo Benati per aver conquistato il record europeo di categoria nella staffetta 4×400 metri ai campionati del mondo under 20 di Tampere 2018.
A Giuseppe Scorzoso, presidente di FIDAL Marche, è stato consegnato dal presidente FIDAL Alfio Giomi il Member Federation Award, premio conferito dall'European Athletics Association su proposta della Federazione Italiana di Atletica Leggera. A Vanna Radi e Massimo Pegoretti, allenatori rispettivamente di Irene Siragusa e Yeman Crippa, sono stati consegnati gli EA Coach Award, per i tecnici che si sono maggiormente distinti nella stagione 2018.

## Risultati

### Uomini
| Specialità                                                                              | Oro                                                                                      | Prestazione | Argento                                                                                 | Prestazione | Bronzo                                                                             | Prestazione |
| Corse                                                                                   |                                                                                          |             |                                                                                         |             |                                                                                    |             |
| 60 m                                                                                    | Luca Lai Atletica Cento Torri Pavia                                                      | 6"71        | Roberto Rigali Bergamo Stars Atletica                                                   | 6"73        | Hillary Wanderson Polanco Rijo Atletica Riccardi Milano 1946                       | 6"73        |
| 400 m                                                                                   | Michele Tricca Gruppi Sportivi Fiamme Gialle                                             | 46"85       | Giuseppe Leonardi Centro Sportivo Carabinieri                                           | 47"28       | Vladimir Aceti Gruppi Sportivi Fiamme Gialle                                       | 47"38       |
| 800 m                                                                                   | Simone Barontini SEF Stamura                                                             | 1'48"62     | Gabriele Aquaro Team-A Lombardia                                                        | 1'50"49     | Abdessalam Machmach Athletic Club 96 Alperia                                       | 1'50"50     |
| 1500 m                                                                                  | Enrico Riccobon Atletica Brugnera Friulintagli                                           | 3'44"97     | Mohad Abdikadar Sheik Ali Centro Sportivo Aeronautica Militare                          | 3'45"22     | Mattia Padovani Atletica Lecco Colombo Costruzioni                                 | 3'45"25     |
| 3000 m                                                                                  | Ossama Meslek Atletica Vicentina                                                         | 8'15"24     | Mattia Padovani Atletica Lecco Colombo Costruzioni                                      | 8'16"98     | Leonardo Feletto Atletica Mogliano                                                 | 8'19"32     |
| 60 m hs                                                                                 | Lorenzo Perini Centro Sportivo Aeronautica Militare                                      | 7"75        | Mattia Montini Centro Sportivo Carabinieri                                              | 7"89        | Ivan Mach Di Palmstein Atletica Riccardi Milano 1946                               | 7"90        |
| Marcia 5000 m                                                                           | Francesco Fortunato Gruppi Sportivi Fiamme Gialle                                        | 18'47"63    | Andrea Agrusti Gruppi Sportivi Fiamme Gialle                                            | 19'36"34 >  | Ettore Grillo Atletica Firenze Marathon                                            | 21'03"91 ~  |
| Staffetta 4×2 giri                                                                      | Gruppi Sportivi Fiamme Gialle Davide Re Alessandro Sibilio Vladimir Aceti Michele Tricca | 3'14"77     | ACSI Campidoglio Palatino Giorgio Grassi Thomas Manfredi Francesco Rossi Matteo Iachini | 3'17"01     | Pro Sesto Atletica Mattia Cella Leonardo Cuzzolin Riccardo Schiatti Klaudio Gjetja | 3'17"20     |
| Concorsi                                                                                |                                                                                          |             |                                                                                         |             |                                                                                    |             |
| Salto in alto                                                                           | Gianmarco Tamberi Gruppi Sportivi Fiamme Gialle                                          | 2,32 m      | Andrea Lemmi Atletica Livorno 1950                                                      | 2,14 m      | Giacomo Belli Atletica Libertas Runners Livorno                                    | 2,11 m      |
| Salto con l'asta                                                                        | Alessandro Sinno Centro Sportivo Aeronautica Militare                                    | 5,40 m      | Max Mandusic Trieste Atletica                                                           | 5,35 m      | Matteo Miani Assindustria Sport Padova                                             | 5,10 m      |
| Salto in lungo                                                                          | Kevin Ojiaku Gruppi Sportivi Fiamme Gialle                                               | 7,87 m      | Antonino Trio Athletic Club 96 Alperia                                                  | 7,87 m      | Filippo Randazzo Gruppi Sportivi Fiamme Gialle                                     | 7,81 m      |
| Salto triplo                                                                            | Simone Forte Gruppi Sportivi Fiamme Gialle                                               | 16,76 m     | Fabrizio Donato Gruppi Sportivi Fiamme Gialle                                           | 16,72 m     | Tobia Bocchi Centro Sportivo Carabinieri                                           | 16,71 m     |
| Getto del peso                                                                          | Leonardo Fabbri Centro Sportivo Aeronautica Militare                                     | 20,69 m     | Sebastiano Bianchetti Gruppo Sportivo Fiamme Oro                                        | 18,15 m     | Lorenzo Del Gatto Centro Sportivo Carabinieri                                      | 18,05 m     |
| record dei campionati; record nazionale; record personale; record personale stagionale. |                                                                                          |             |                                                                                         |             |                                                                                    |             |

### Donne
| Specialità                                                                              | Oro                                                                                               | Prestazione | Argento                                                                                 | Prestazione | Bronzo                                                                                   | Prestazione |
| Corse                                                                                   |                                                                                                   |             |                                                                                         |             |                                                                                          |             |
| 60 m                                                                                    | Johanelis Herrera Abreu Atletica Brescia 1950 ISPA Group                                          | 7"32        | Irene Siragusa Centro Sportivo Esercito                                                 | 7"38        | Anna Bongiorni Centro Sportivo Carabinieri                                               | 7"38        |
| 400 m                                                                                   | Raphaela Lukudo Centro Sportivo Esercito                                                          | 53"14       | Ayomide Folorunso Gruppo Sportivo Fiamme Oro                                            | 53"22       | Chiara Bazzoni Centro Sportivo Esercito                                                  | 53"92       |
| 800 m                                                                                   | Elena Bellò Gruppo Sportivo Fiamme Azzurre                                                        | 2'05"58     | Eloisa Coiro Gruppo Sportivo Fiamme Azzurre                                             | 2'05"74     | Stefania Biscuola Atletica Arcobaleno Savona                                             | 2'06"58     |
| 1500 m                                                                                  | Giulia Aprile Centro Sportivo Esercito                                                            | 4'18"13     | Joyce Mattagliano Centro Sportivo Esercito                                              | 4'19"31     | Elisa Bortoli Centro Sportivo Esercito                                                   | 4'20"81     |
| 3000 m                                                                                  | Margherita Magnani Gruppi Sportivi Fiamme Gialle                                                  | 9'01"32     | Nadia Battocletti Gruppo Sportivo Fiamme Azzurre                                        | 9'18"33     | Giulia Aprile Centro Sportivo Esercito                                                   | 9'18"77     |
| 60 m hs                                                                                 | Luminosa Bogliolo CUS Genova                                                                      | 8"10        | Giulia Pennella Centro Sportivo Esercito                                                | 8"17        | Elisa Di Lazzaro Centro Sportivo Carabinieri                                             | 8"25        |
| Marcia 3000 m                                                                           | Antonella Palmisano Gruppi Sportivi Fiamme Gialle                                                 | 12'23"15    | Eleonora Dominici ACSI Italia Atletica                                                  | 12'44"12 >  | Nicole Colombi Atletica Brescia 1950 ISPA Group                                          | 13'24"01 >  |
| Staffetta 4×2 giri                                                                      | Centro Sportivo Esercito Valentina Cavalleri Chiara Bazzoni Marta Milani Maria Benedicta Chigbolu | 3'43"97     | Bracco Atletica Letizia Tiso Daniela Tassani Annalisa Spadotto Scott Giancarla Trevisan | 3'46"35     | Atletica Sandro Calvesi Sofia Sergi Veronica Pirana Eleonora Foudraz Eleonora Marchiando | 3'48"17     |
| Concorsi                                                                                |                                                                                                   |             |                                                                                         |             |                                                                                          |             |
| Salto in alto                                                                           | Elena Vallortigara Centro Sportivo Carabinieri                                                    | 1,92 m      | Alessia Trost Gruppi Sportivi Fiamme Gialle                                             | 1,88 m      | Erika Furlani Gruppo Sportivo Fiamme Oro                                                 | 1,84 m      |
| Salto con l'asta                                                                        | Sonia Malavisi Gruppi Sportivi Fiamme Gialle                                                      | 4,50 m      | Roberta Bruni Centro Sportivo Carabinieri                                               | 4,40 m      | Elisa Molinarolo GA Aristide Coin Venezia 1949                                           | 4,20 m      |
| Salto in lungo                                                                          | Tania Vicenzino Centro Sportivo Esercito                                                          | 6,60 m      | Laura Strati Atletica Vicentina                                                         | 6,49 m      | Chiara Proverbio OSA Saronno Libertas                                                    | 6,00 m      |
| Salto triplo                                                                            | Francesca Lanciano Alteratletica Locorotondo                                                      | 13,57 m     | Ottavia Cestonaro Centro Sportivo Carabinieri                                           | 13,56 m     | Jasmine Al Omari Atletica Firenze Marathon                                               | 13,19 m     |
| Getto del peso                                                                          | Chiara Rosa Gruppo Sportivo Fiamme Azzurre                                                        | 15,72 m     | Monia Cantarella Atletica ARCS CUS Perugia                                              | 14,70 m     | Danielle Madam Bracco Atletica                                                           | 13,78 m     |
| record dei campionati; record nazionale; record personale; record personale stagionale. |                                                                                                   |             |                                                                                         |             |                                                                                          |             |